# ローラス大学
座標: 北緯42度30分10秒 西経90度40分53秒 / 北緯42.502805度 西経90.681401度

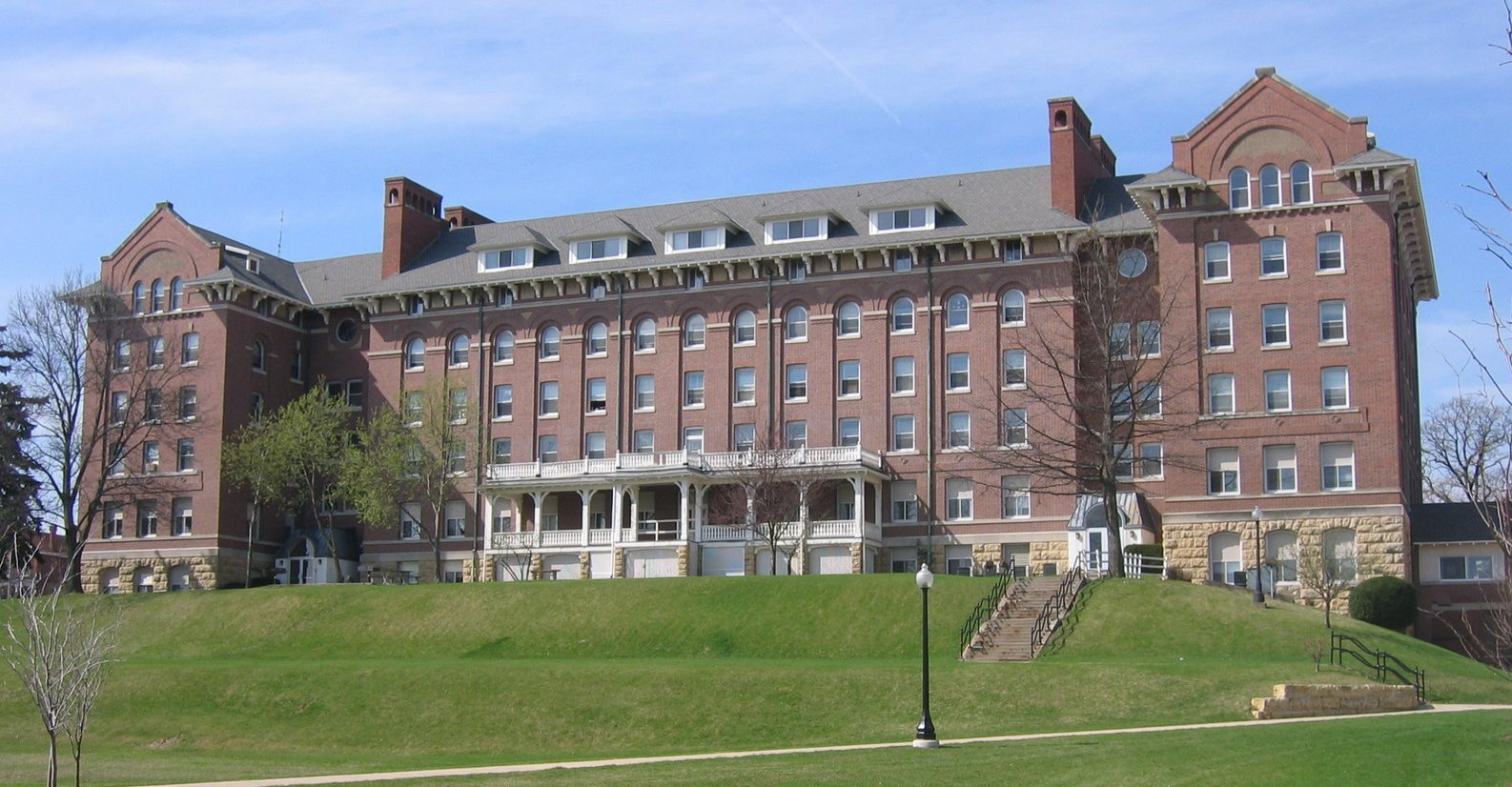
ローラス大学のキーン・ホール (Keane Hall)。

ローラス大学、ないし、ローラス・カレッジ (Loras College) は、アメリカ合衆国アイオワ州ダビュークにある、カトリック教会司教区管轄下の4年制大学であり、1,600人ほどの学生が学んでいる。アイオワ州においては、最古の高等教育機関である。学部教育と併せて、大学院の課程も設けられている。ダビューク市内に4校ある4年制大学のひとつであり、ダビューク大司教区に置かれた4校のカトリック系大学のひとつであって、アイオワ州内にある6校のカトリック系大学のひとつである。

## 歴史
ローラス大学は、初代のダビューク司教マシアス・ローラスによって、この地域の人々に高等教育の機会を与えることも目的のひとつとし、青年男子を聖職者に養成する聖ラファエル神学校 (Saint Raphael's Seminary) という名称のリベラル・アーツ・カレッジとして、1839年に設立された。ローラスは、後に大学の学長も務めた。当時このカレッジは、いくつもの呼称で知られており、聖ラファエル神学校/セント・ラファエルズ・セミナリーからセント・ラファエルズ・アカデミー (Saint Raphael's Academy, 1839–1850)、マウント・セント・バーナーズ・カレッジ・アンド・セミナリー (Mount St. Bernard's College and Seminary, 1850–1860)、セント・ジョセフス・カレッジ (St. Joseph's College, 1873–1914)、ダビューク・カレッジ (Dubuque College、1914–1920)、コロンビア・カレッジ (Columbia College, 1920–1939)、などと称された。現在の名称は、設立百周年を迎えた1939年に採用されたものである。同年には、全国的なカトリック系の優等生協会であるデルタ・イプシロン・シグマが、この大学でフィッツジェラルド神父 (Father Fitzgerald) によって結成された。設立当初からこの大学は教員と施設を学部の課程に用いており、学士（教養）に相当する Bachelor of Arts と学士（理学）に相当する Bachelor of Science を授与していた。
1963年に、アメリカ・カトリック大学が、それまでローラス大学のキャンパスで行っていた大学院課程の分校を廃止すると決定したのを受けて、ローラス大学は学士より上位の教育への地域の需要が拡大しつつあることを踏まえ、いくつかの分野で修士（学術）に相当する Master of Arts の学位を授与する自前の大学院の設置に乗り出した。
それまで男子校であったローラス大学は、1971年秋に共学となった。1973年には、短期大学士に相当する Associate of Arts と Associate of Science が導入された。コミュニティ教育部門 (Division of Community Education) は、1975年に開設された。
ローラス大学は、学部の学士課程も大学院課程も北中部大学学校協会 (North Central Association of Colleges and Schools) の認証を受けている。教員養成課程は、大学院、学部とも、アイオワ州教育庁 (Iowa Department of Education) の認証を受けている。学部の教員養成課程は、これに加えて全米教員養成認定委員会（National Council for Accreditation of Teacher Education) の認証も受けている。アメリカ化学会 (American Chemical Society) は、学部の化学教育に認証を与えている。また、米国ソーシャルワーク教育協議会 (Council on Social Work Education) は、学部のソーシャルワーク専攻に認証を与えている。

## 学術
ローラス大学は、49の専攻分野と、11の独立副専攻。9の職業準備過程を学部で提供している。学部生には、この他にも、夏期講習、インターンシップ、フィールド体験、海外留学などの機会がある。
大学院では、臨床心理学、一般心理学、学校カウンセリング、STEM教育の分野で Master of Arts を、経営分析の分野で経営学修士に相当する学位を授与している。